# Dieffenbacher (Unternehmensgruppe)
Die Dieffenbacher Holding GmbH & Co. KG mit Sitz in Eppingen ist die Konzernobergesellschaft der Dieffenbacher Gruppe, eines Unternehmens im Bereich Maschinen- und Anlagenbau, das Pressensysteme und komplette Produktionsanlagen für die Holz-, Composite-, Metall- und Recyclingindustrie entwickelt und herstellt sowie Kraftwerke und Lösungen für die Energiegewinnung für die chemische und petrochemische Industrie realisiert. Dieffenbacher ist weltweit an 18 Produktions-, Service- bzw. Vertriebsstandorten tätig.

## Geschichte

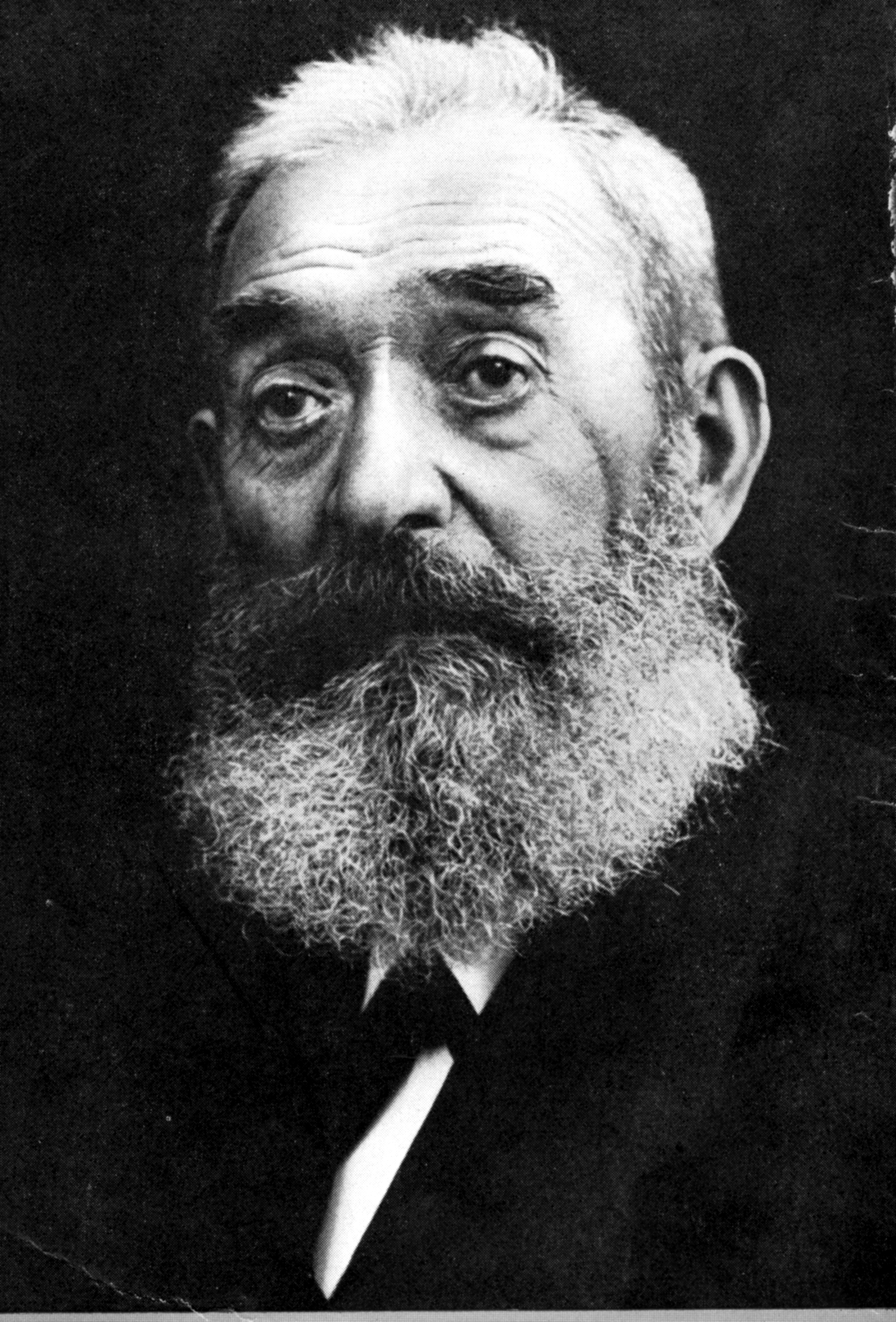
Jakob Dieffenbacher gründete 1873 das Unternehmen Dieffenbacher.

Im Jahr 1873 gründete der Schlossermeister Jakob Dieffenbacher im Alter von 26 Jahren in Eppingen das Unternehmen Dieffenbacher. Der kleine Betrieb führte verschiedenste Schlosserarbeiten durch sowie Reparaturen jeglicher Art – vor allem für Maschinen, die in der Landwirtschaft eingesetzt wurden.
Gegen 1900 stellte das Unternehmen auch Herde, Öfen und Kassenschränke her, die noch heute in nordbadischen Kreditinstituten zu finden sind.
Nach ihrer Meisterprüfung traten die beiden Söhne und Schlossermeister Wilhelm und Friedrich Dieffenbacher in zweiter Generation in das Familienunternehmen ein. Wilhelm und Friedrich übergaben die Schlosserei in der Eppinger Altstadt 1910 an Bruder Heinrich Dieffenbacher. In der Heilbronner Straße entstand gleichzeitig eine Fabrik, die Wilhelm und Friedrich leiteten. Es folgte eine Umbenennung des Unternehmens in Maschinenbauanstalt J. Dieffenbacher-Söhne. In jener Zeit wandelte sich die Produktpalette hin zu Industrieerzeugnissen. Der Schwerpunkt der Fertigung lag auf hydraulischen Speiseöl-, Obst- und Weinpressen. Aus der Maschinenbauanstalt wurde mit zunehmender Maschinenfabrikation 1914 namentlich die Maschinenfabrik.
Nach dem Ende des Ersten Weltkriegs weitete Dieffenbacher das Ölpressen- und Ölanlagengeschäft aus. Mitte der 1920er Jahre baute Dieffenbacher die ersten hydraulischen Pressen für Bakelitmassen für die Kunststoffindustrie.
Nach dem Zweiten Weltkrieg spezialisierte sich die Maschinenfabrik auf Schwermaschinenbau. Im Jahr 1949 baute Dieffenbacher seine erste Spanplattenpresse.
Im Jahr 1952 traten Albert und Gerhard Dieffenbacher in das Unternehmen ein und übernahmen die Geschäftsführung in dritter Generation. In den 1950ern fasste das Unternehmen in der Holzindustrie Fuß und entwickelte und fertigte neben Spanplattenpressen nun auch Furnierpressen. Zudem wurden Sperrholzanlagen und Dekoranlagen zur Veredelung von Spanplatten in das Produktprogramm aufgenommen. 1956 erhielt Dieffenbacher die ersten Exportaufträge aus dem europäischen Ausland.
In den 1960er Jahren weitete sich der Export rasant über Europa hinaus u. a. in die USA, nach Brasilien, Mexiko und in weitere Länder aus. Außerdem entwickelte Dieffenbacher Tuschierpressen mit schwenkbarer Stößelplatte und ausfahrbarem Tisch, ein Vorläufer der heutigen Tryoutpresse. Ab 1960 baute das Familienunternehmen neben Bakelitpressen und Thermoplast-Spritzmaschinen-Pressen zur Verarbeitung von faserverstärkten Polyesterkunststoffen und entwickelte sich in den 1970er Jahren zum Marktführer auf diesem Gebiet.
Mitte der 1970er Jahre konstruierte Dieffenbacher eine kontinuierlich arbeitende Kaltvorpresse, die für das Unternehmen ein großer Schritt zur kontinuierlichen Herstellung von Spanplatten war.
Im Jahr 1980 trat Wolf-Gerd Dieffenbacher (* 1951) in vierter Generation in das Unternehmen ein. Er entwickelte das Unternehmen zum internationalen Komplettanlagenbauer. Dieffenbacher wuchs durch eine Reihe von Neugründungen, Firmenübernahmen und den Ausbau von Tochtergesellschaften, Vertriebsbüros und Servicestandorten.
Im Jahr 1999 baute Dieffenbacher den Bereich Umformtechnik/Kunststoffe durch die Entwicklung des Direktverfahrens für langfaserverstärkte thermoplastische Kunststoffe (LFT-D) weiter aus.
Seit 2010 produziert das Unternehmen Maschinen zur Strom- und Wärmeerzeugung aus Holzabfällen und zur Trocknung von Schlämmen aus der Bioethanolproduktion. 2011 erhielt Dieffenbacher den AVK Innovationspreis für die Entwicklung des Direktverfahrens zur Herstellung von SMC-Bauteilen. Zudem führte das Unternehmen die HP-RTM Anlage im Markt ein. 
2014 gründete Dieffenbacher den Bereich Recycling. Der Fokus in diesem Geschäftsfeld liegt auf der Herstellung von Gesamtanlagen zur Aufbereitung verschiedener Reststoffe. Im Jahr 2015 folgte ein weiterer Meilenstein im Holzsektor. Dieffenbacher führte die CPS+, die neue kontinuierlichen Presse zur Herstellung von Holzwerkstoffplatten ein, eine Weiterentwicklung des erfolgreichen Pressensystems CPS.
2016 trat Christian Dieffenbacher in die Geschäftsführung ein, nachdem er zwei Jahre als Berater tätig gewesen war. Damit läutete das Unternehmen den Beginn der fünften Generation ein. Im selben Jahr entwickelte Dieffenbacher die Tailored Blank Line, eine Lösung zur Großserienfertigung lokal verstärkter thermoplastischer Bauteile, die aus der Fibercon und Fiberforge – die bis dato schnellste Tapelegeanlage der Welt – besteht.
2023 übernahm Dieffenbacher den Vorarlberger Kraftwerksbauer Bertschenergy mit Sitz in Bludenz, Österreich. Dadurch erweiterte das Unternehmen seine Geschäftsfelder um den Bereich Energy und bietet Kraftwerke für unterschiedliche Brennstoffe zur Stromerzeugung und Wärmegewinnung sowie Technologien für verschiedene Industrien an.
Lukas Langer, Enkel von Albert Dieffenbacher, wird im Jahr 2024 als CFO in die Geschäftsführung berufen.

## Geschäftsfelder
Die Geschäftsfelder der Dieffenbacher Gruppe gliedern sich im Wesentlichen in vier Bereiche:

### Wood (Holzwerkstoffplattentechnik)
Die Dieffenbacher Business Unit Wood plant und fertigt Gesamtanlagen für die Holzwerkstoffindustrie. Hergestellt werden Anlagen zur Produktion von Spanplatten, Mitteldichten Holzfaserplatten (MDF), Hochdichten Faserplatten (HDF), Grobspanplatten (OSB/OSL) sowie Furnierschichtholz (LVL). Der Lieferumfang von Dieffenbacher reicht von der Zerkleinerung des angelieferten Holzes über das Pressen der Platten bis hin zu deren Oberflächenveredelung. Eine Gesamtanlage zur Produktion von Holzwerkstoffplatten umfasst typischerweise Energieerzeugungsanlagen, Zerkleinerungsmaschinen, Trockner, Siebe und Sichter, die Beleimung, die Steuerung, den Formstrang, taktgebundene oder kontinuierliche Pressensysteme, Beschichtungsanlagen, Endfertigungs-, Lager- und Prozessleitsysteme sowie Online-Wartungssysteme. Der Aftersales Service und Anlagenmodernisierungen sind ebenfalls Teil des Leistungsspektrums der Business Unit Wood.

### Forming (Umformtechnik)
Der Geschäftsbereich Forming entwickelt Methoden, Prozesse und vollständig automatisierte Produktionsanlagen zur Herstellung faserverstärkter Bauteile. Produktionsverfahren sind u. a. das Long Fiber Thermoplast Molding (LFT), Sheet Molding Compound (SMC) und High-Pressure Resin Transfer Molding (HP-RTM). Für die wirtschaftliche Großserienfertigung von Karbonbauteilen im HP-RTM-Verfahren fertigt Dieffenbacher z. B. voll automatisierte schlüsselfertige Produktionslinien, die ein Preform Center umfassen. Ergänzend werden Produktionslinien für Hybridbauteile und Anlagen für das Nasspressverfahren hergestellt. Dieffenbacher liefert dabei alle Bestandteile für schlüsselfertige Anlagen: von der hydraulischen Presse über die gesamte Automatisierung bis hin zu Komponenten für die ressourcensparende Herstellung von Halbzeugen im Direktverfahren. Ebenso gehört die Modernisierung von Anlagen und Anlagenkomponenten zum Geschäftsfeld Composites.
In der Weiterentwicklung und Kombination von Composite Verfahren nimmt Dieffenbacher eine führende Rolle ein. Dazu arbeitet das Unternehmen eng mit unabhängigen Forschungsinstituten zusammen und realisiert mit Kunden gemeinsame Forschungsprojekte.
Der Forming-Bereich umfasst zudem Systeme für die Metallumformung, wie die Entwicklung und Realisierung von hydraulischen Umformpressen und Pressenstraßen für das Umformen von z. B. Blechen und Edelstahl, Systemen zum Prägen von gelöteten, geschweißten und verschraubten Plattenwärmetauschern aus Edelstahl, Tryout Pressen für die Werkzeugeinarbeitung, die Planung und Entwicklung von Presswerkzeugen sowie Anlagenautomatisierungen.

### Recycling
Der Dieffenbacher Geschäftsbereich Recycling entwickelt und produziert komplette Recyclinganlagen zur mechanischen und biologischen Aufbereitung von Industrie- und Haushaltsabfällen für die Gewinnung von Sekundärrohstoffen oder Energie. Für die Aufbereitung von Altholz entwickelt Dieffenbacher beispielsweise Anlagenkonzepte von der Zerkleinerung über die Trocknung, Siebung und Sichtung bis hin zu Brennersystemen und der Absaugtechnik.

### Energy
Der Geschäftsbereich Energy plant, entwickelt und realisiert Kraftwerksanlagen und Modernisierungen für Festbrennstoff-befeuerte, Gas- und Flüssigbrennstoff-befeuerte Kraftwerke sowie Abhitze-Systeme und Prozessapparate mit Wärmerückgewinnung.

## Unternehmen und Standorte

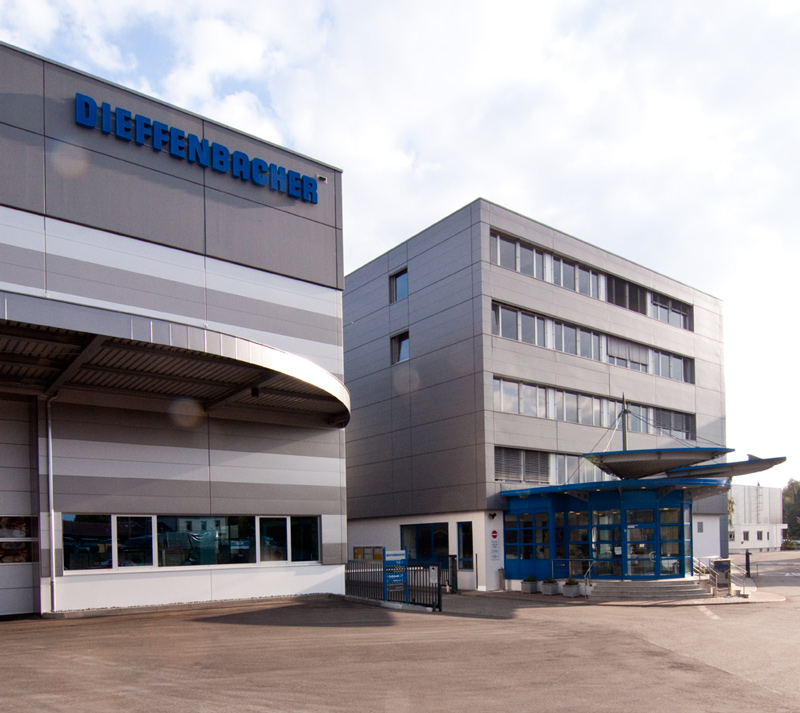
Stammwerk von Dieffenbacher in Eppingen

| Unternehmen                                                            | Standort                     | Funktion |
| ---------------------------------------------------------------------- | ---------------------------- | --- |
| Dieffenbacher GmbH Maschinen- und Anlagenbau                           | Eppingen, Deutschland        | Unternehmenszentrale, Produktions-, Vertriebs- und Servicestandort                                          |
| Dieffenbacher Industriemarketing GmbH                                  | Eppingen, Deutschland        | Marketingdienstleistungen                                                                                   |
| Dieffenbacher GmbH Maschinen- und Anlagenbau Betriebsstätte Leverkusen | Leverkusen, Deutschland      | Entwicklungsstandort für Trockner, Sichter und Umweltsysteme, Vertriebsstandort, Servicestandort            |
| B. Maier Zerkleinerungstechnik GmbH                                    | Bielefeld, Deutschland       | Entwicklungsstandort für Zerkleinerungsmaschinen, Vertriebsstandort, Servicestandort                        |
| Jung Werkzeugbau GmbH                                                  | Ötigheim, Deutschland        | Produktionsstandort                                                                                         |
| Dieffenbacher do Brasil                                                | Curitiba, Brasilien          | Servicestandort                                                                                             |
| Dieffenbacher Machinery Services (Beijing) Co., Ltd.                   | Peking, China                | Vertriebsstandort, Servicestandort                                                                          |
| Shanghai Wood-based Panel Machinery Co., Ltd                           | Shanghai, China              | Entwicklungsstandort für Holzwerkstoffanlagen 4 ft, Produktionsstandort, Vertriebsstandort, Servicestandort |
| Dieffenbacher Panelboard Oy                                            | Nastola, Finnland            | Entwicklungsstandort für Siebung, Reinigung, Streuung, Endfertigung, Vertriebsstandort, Servicestandort     |
| Dieffenbacher India Pvt. Ltd.                                          | Bangalore, Indien            | Vertriebsstandort                                                                                           |
| Dieffenbacher North America, Inc.                                      | Ontario, Windsor, Kanada     | Produktionsstandort                                                                                         |
| Dieffenbacher Asia Pacific SDN. BHD.                                   | Petaling Jaya, Malaysia      | Servicestandort                                                                                             |
| Dieffenbacher CZ hydraulické lisy, s.r.o.                              | Brünn, Tschechische Republik | Produktionsstandort                                                                                         |
| Dieffenbacher TH Ltd.                                                  | Bangkok, Thailand            | Servicestandort                                                                                             |
| Dieffenbacher Customer Support, LLC                                    | Alpharetta, USA              | Servicestandort                                                                                             |
| Dieffenbacher Energy GmbH                                              | Bludenz, Österreich          | Entwicklungs- und Vertriebsstandort                                                                         |
| Dieffenbacher Energy GmbH                                              | Wien, Österreich             | Vertriebsstandort                                                                                           |
| Dieffenbacher Polska Sp. z o.o.                                        | Sosnowiec, Polen             | Engineeringstandort                                                                                         |
| Dieffenbacher GmbH Maschinen und Anlagenbau Turkey Liaison Office      |                              | Servicestandort                                                                                             |

## Dieffenbacher Pressen

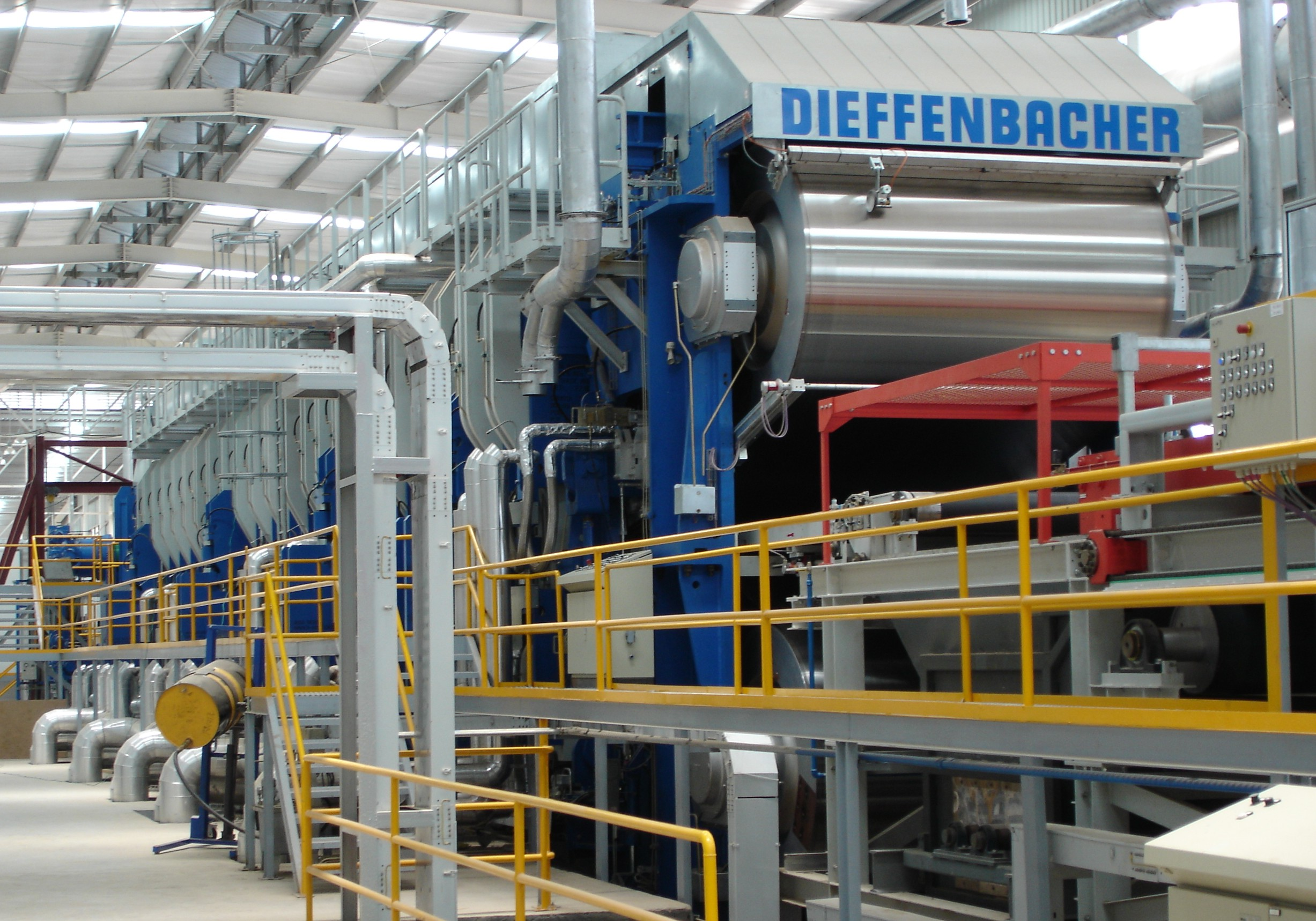
Dieffenbacher Spanplattenpresse
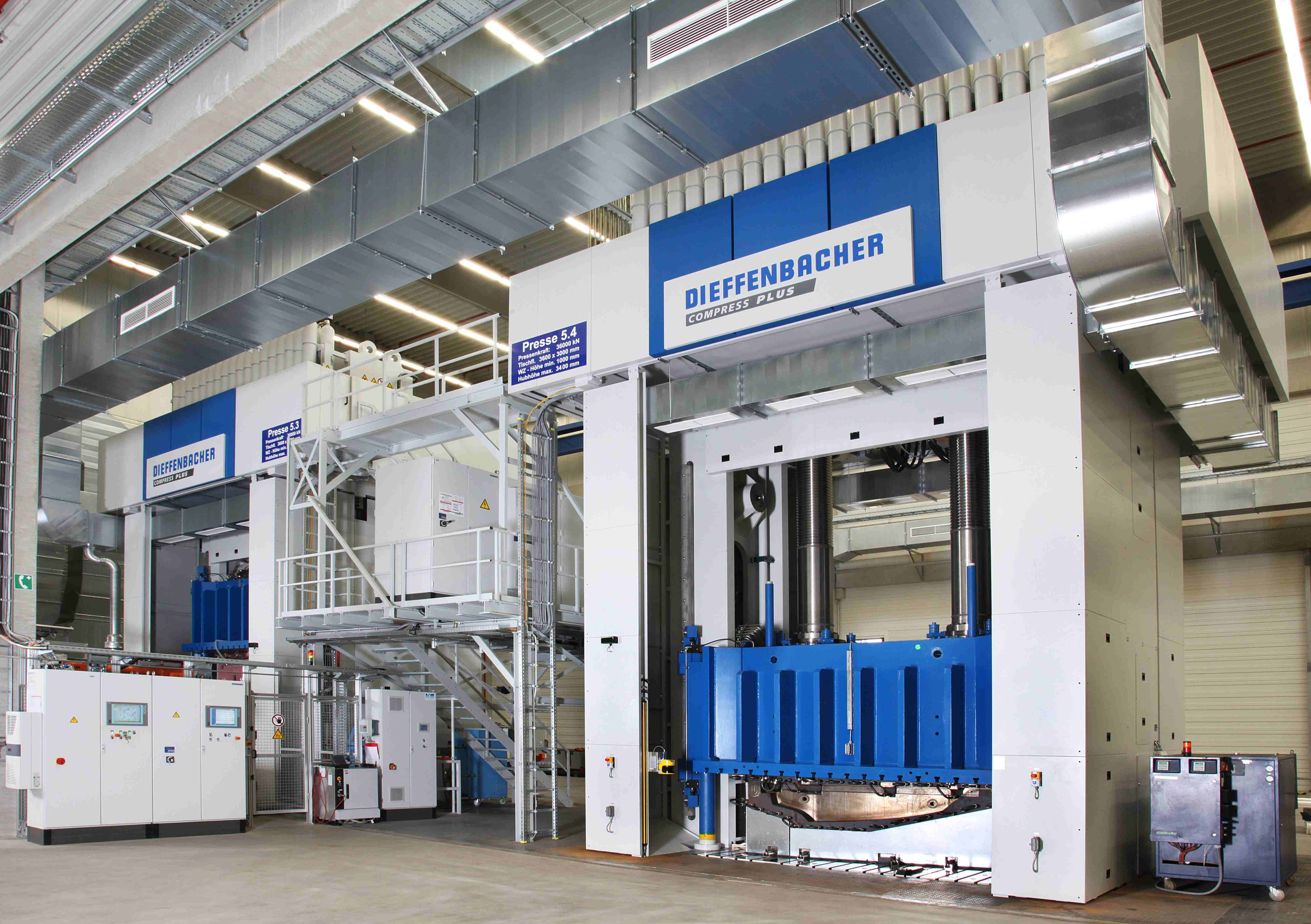
Dieffenbacher Presse für Kunststoffumformung
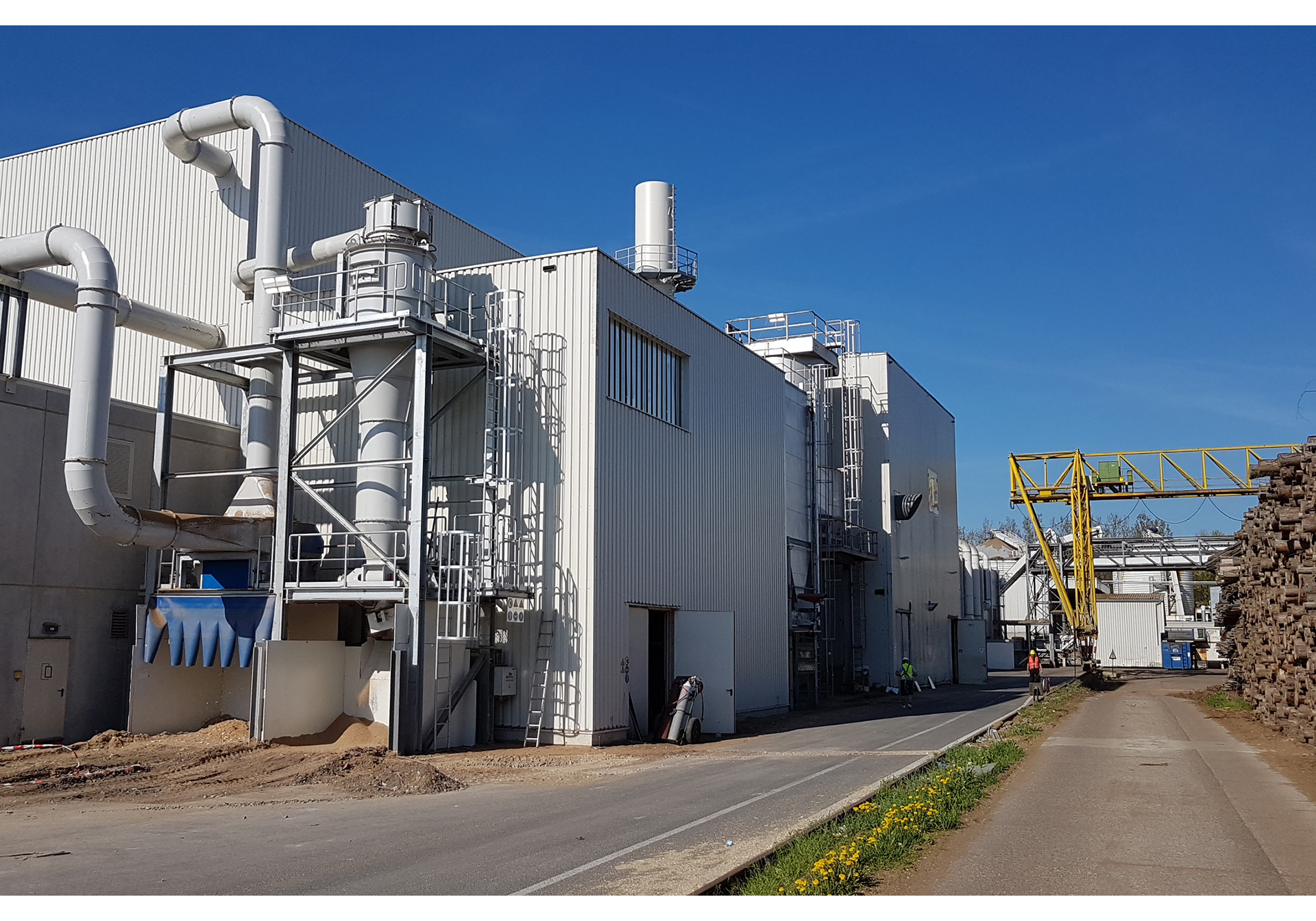
Dieffenbacher Altholzaufbereitungsanlage

## Wirtschaftsdaten
2009 wuchs der Umsatz des Unternehmens um zehn Prozent auf 323 Millionen Euro trotz Finanzkrise. Das Eigenkapital wuchs um 6 Millionen Euro. Dieffenbacher kaufte Firmen und die Zahl der Beschäftigten stieg um 670 auf weltweit 1689. „Mit dem Kauf des Mehrheitsanteils der Shanghai Wood Based Panel Machinery Co., Ltd. (SWPM) im ersten Halbjahr 2009, baute Dieffenbacher seine Führungsrolle auf dem chinesischen Markt aus.“
2010 betrug der von rund 1600 Beschäftigten – 900 allein in Deutschland – erwirtschaftete Umsatz 330 Millionen Euro, bei einer Exportquote von über 70 Prozent. Der Export erfolgte hauptsächlich nach China, Russland und Indonesien.